# Burunga
Burunga è un comune (corregimiento) della Repubblica di Panama situato nel distretto di Arraiján, provincia di Panama. Si estende su una superficie di 52,4 km² e conta una popolazione di 39.102 abitanti (censimento 2010).